# محمود ناصر اليوسف
محمود ناصر اليوسف (ولد في 23 فبراير 1962 في البحرين) مدون ومهندس ومقدم برامج ومنتج أفلام ومحاضر بحريني. يُعتبر الأب الروحي للمدونين البحرينيين ومن أشهر المدونين العرب وأول من دشن دليل الفيديو الإلكتروني متعدد الحلقات لتمويل ذاتي في البحرين عبر MyBahrain.ME ومؤسس أول نظام اتصالات إلكتروني في الخليج العربي.

## النشأة والتعليم
ولد اليوسف في 23 فبراير 1962 في البحرين.
حاصل على بكالوريوس هندسة صيانة الطائرات من كلية الطيران في المملكة المتحدة في عام 1984.

## المسيرة المهنية
عمل بوظيفة مهندس طيران في شركة طيران الخليج من 1980 إلى 1993. حصل على رخصة في مجال الطيران التجاري من الولايات المتحدة في عام 1990.
أسس نشرة تعتبر أول نظام اتصالات إلكتروني في الخليج العربي واستمر في إدارتها لغاية بداية التسعينات. بدأ التدوين مع إحدى الجمعيات الأميركية قبل أن يعرف مصطلح التدوين. وفي العام 2001 أسس مدونته «عرين محمود». شارك في تعريب الديناميكية (نظم إدارة المحتويات) وأحد مؤسسي نشرة Xaraya برنامج نشرة المحتوى من 2001 إلى 2005. تم ترشيح مدونته «عرين محمود» للحصول على جائزة بلوغيز لفئة أفضل مدونة شرق إفريقيا أو الشرق في العام 2006.
شارك وحاضر في العديد من مؤسسات الفكر والرأي بما في ذلك مؤسسة راند ومعهد أسبن (في الولايات المتحدة) وغيرهما في مواقع مختلفة في جميع أنحاء العالم. بدأ إنتاج الأفلام في العام 2006 من خلال مؤسسته الخاصة به. حاضر في صحافة المواطن وحرية التعبير في جامعة برينستون بالولايات المتحدة إلى الطلاب الجامعيين في الصحافة مع ورقة بعنوان «التقاطع بين صحافة المواطن ووسائل الإعلام التقليدية 2008».
حاصل على جائزة الإعلام الإلكتروني في البحرين في عامي 2009 و2011 لأفضل موقع إلكتروني اقتصادي. حصل على جوائز سي إن بي سي وبلومبيرج التلفزيونية لإنشاء مواقع الويب ومحتوى الفيديو الخاصة بهم في 2009 و2011 على التوالي. تولى رئاسة نادي روتاري العدلية عامي 2010 و2011. أول من دشن دليل الفيديو الإلكتروني متعدد الحلقات لتمويل ذاتي في البحرين عبر MyBahrain.ME. أسس برنامج منافسة لفيديوهات التوعية لريادة الأعمال يضم 26 رائد عمل من الشباب البحريني الذي بث على تلفزيون البحرين في عامي 2009 و2010 بدعم من مجلس التنمية الاقتصادية.
حصل على جائزة الفيديو الاستراتيجي لكسب شريحة إعلان المتنافسة ضد شركة فايزر ورابطة المحامين الأميركيين وغيرهم في الولايات المتحدة في العام 2011. تولى رئاسة فرع البحرين لجمعية رواد الأعمال من 2013 إلى 2014.
على إثر الاحتجاجات الشعبية التي قام بها الشيعة واليساريون ضد نظام الحكم في فبراير ومارس 2011 التي بدأت سلمية ثم تحولت إلى العنف فقد أُعتقل اليوسف ليوم واحد في 30 مارس 2011 وأُفرج عنه في 31 مارس وقالت حينها وكالة أنباء البحرين (بنا) إن مصدر مسئول صرح بأن اليوسف تم التحقيق معه من قبل السلطات المختصة وتم بعدها الإفراج عنه.
اعتبارا من يوليو 2011 شارك اليوسف في حوار التوافق الوطني بصفته من الشخصيات العامة.
في 14 ديسمبر 2020 وبمناسبة تولي رئيس وزراء جديد للبحرين فقد شارك اليوسف ضمن قائمة تتضمن 100 شخصية بحرينية برفع رسالة تتضمن مبادرة باسم «وثيقة البحرين» تتضمن العديد من المطالب التي من شأنها توحيد الصف الوطني للمرحلة المقبلة بينها ومكافحة الفساد وتعزيز النزاهة والشفافية ودعم مسيرة الإصلاحات والتنمية المستدامة ومنظومة حقوق الإنسان وتطوير المستوى المعيشي وخلق الفرص للمواطنين كافة والعفو عن المحكومين والموقوفين والمضي في توسيع دائرة برنامج العقوبات البديلة وإعادة الجنسية لمن أسقطت عنهم وبما يتصل وعودة المغتربين إلى البلاد وإعادة المفصولين لوظائفهم وتعهدت الوثيقة بتعبئة وتجنيد مؤسسات المجتمع المدني والنخب والشخصيات الوطنية وقادة الرأي والقيادات المجتمعية والمثقفين والأكاديميين ورجال وسيدات الأعمال وقيادات القطاع الخاص وأصحاب المؤسسات الصغيرة والمتوسطة وروّاد الأعمال والشباب والمرأة من خلال هذا التحالف الوطني البحريني الاقتصادي الوسطي خلف راية البحرين لمواصلة مسيرة البناء والتنمية. وتأتي هذه المبادرة بسبب اعتقاد المشاركين في هذه الوثيقة أن رئيس الوزراء السابق خليفة بن سلمان آل خليفة بتحالفه مع تيار الخوالد كان من المتسببين في التأجيج في البلاد منذ 2011 وليس الاحتجاجات التي قادها الشيعة واليساريون بتحالف من النظام الإيراني لإسقاط نظام الحكم في البحرين وجعل البحرين عراق أخرى.

## التكريم والجوائز
- جائزة الإعلام الإلكتروني في البحرين لأفضل موقع إلكتروني اقتصادي (2009).
- جائزة أفضل موقع ويب ومحتوى فيديو من قبل شبكة سي إن بي سي (2009).
- جائزة الإعلام الإلكتروني في البحرين لأفضل موقع إلكتروني اقتصادي (2011).
- جائزة أفضل موقع ويب ومحتوى فيديو من قبل شبكة بلومبيرج (2011).
- جائزة الفيديو الاستراتيجي لكسب شريحة إعلان المتنافسة ضد شركة فايزر ورابطة المحامين الأميركيين (2011).

## الحياة الشخصية
متزوج وله ثلاثة أبناء.